# Forrestopius brenti
Forrestopius brenti är en stekelart som beskrevs av Ian D. Gauld och Sithole 2002. Forrestopius brenti ingår i släktet Forrestopius och familjen brokparasitsteklar. Inga underarter finns listade i Catalogue of Life.